# Lithopleurota monachopis
Lithopleurota monachopis is een vlinder uit de familie zakjesdragers (Psychidae). De wetenschappelijke naam van deze soort is voor het eerst geldig gepubliceerd in 1939 door Meyrick.